# Henri Toivomäki
Henri Toivomäki (Hyvinkää, Finlandia, 21 de febrero de 1991) es un exfutbolista finlandés que jugaba de defensor.

## Selección
| Selección        | Año       | Partidos | Goles |
| ---------------- | --------- | -------- | ----- |
| Selección sub-19 | 2010      | 2        | 0     |
| Selección sub-21 | 2011-2013 | 5        | 0     |

## Clubes
| Club                       | País         | Año       | Partidos | Goles |
| -------------------------- | ------------ | --------- | -------- | ----- |
| F. C. Lahti                | Finlandia    | 2009-2010 | 33       | 0     |
| F. C. Hämeenlinna (cedido) | Finlandia    | 2010      | 1        | 0     |
| Jong Ajax                  | Países Bajos | 2011-2013 | 0        | 0     |
| Almere City F. C. (cedido) | Países Bajos | 2012-2013 | 9        | 0     |
| F. C. Lahti                | Finlandia    | 2013-2015 | 82       | 1     |
| Sarpsborg 08 FF            | Noruega      | 2016-2017 | 18       | 0     |
| KuPS Kuopio                | Finlandia    | 2018      | 35       | 0     |
| HJK Helsinki               | Finlandia    | 2019-2020 | 40       | 0     |
| KuPS Kuopio                | Finlandia    | 2021-2023 | 81       | 2     |

## Palmarés

### Títulos nacionales
| Título            | Club         | País      | Año  |
| ----------------- | ------------ | --------- | ---- |
| Copa de Finlandia | HJK Helsinki | Finlandia | 2020 |
| Veikkausliiga     | HJK Helsinki | Finlandia | 2020 |
| Copa de Finlandia | KuPS Kuopio  | Finlandia | 2021 |
| Copa de Finlandia | KuPS Kuopio  | Finlandia | 2022 |